# Sauroleishmania tarentolae
Sauroleishmania tarentolae — вид паразитических протистов рода Sauroleishmania.
Принадлежит к роду Sauroleishmania, который некоторые исследователи считают подродом Leishmania (Sauroleishmania).
Выделена из африканского геккона Tarentola mauritanica (другими хозяевами являются также Tarentola annularis и Cyrtodactylus kotscbui). Предполагаемый биологический переносчик — москит Phlebotomus minutus.
Используется в качестве модельного организма при изучении биологии трипаносоматид (в частности, при исследовании редактирования РНК), так как не патогенна для человека и относительно легко культивируется.